# Johann Nepomuk Strixner
Johann Nepomuk Franz Xaver Strixner (* 28. Juli 1782 in Altötting; † 1855 in München) war ein deutscher Zeichner, Lithograf und Kupferstecher.

## Leben
Strixner war der Sohn des Arztes Franz Seraph Strixner und wuchs in Wasserburg am Inn auf. Nach erstem Zeichenunterricht in Wasserburg wandte sich Strixner 1797 nach München, um dort Schüler von Hermann Mitterer an der Feiertagsschule zu werden, und erlernte dort ab 1799 auch den Kupferstich. 1804 stach er für seinen Förderer Johann Christian von Mannlich das Zeichnungsbuch für Zöglinge der Kunst und für Liebhaber, aus Raphael’s Werken gezogen. Im Januar 1809 immatrikulierte sich Strixner für das Fach Druckgraphik an der Münchner Akademie. Er wirkte 1808/09 an den von Alois Senefelder als lithographische Kopien herausgegebenen Albrecht Dürers christliche-mythologische Handzeichnungen mit. Gemeinsam mit Ferdinand Piloty gab er 1808 bis 1815 eine Folge von 432 Lithografien nach Handzeichnungen alter Meister heraus und spezialisierte sich auf die lithographische Reproduktion von Werken der alten Kunst.

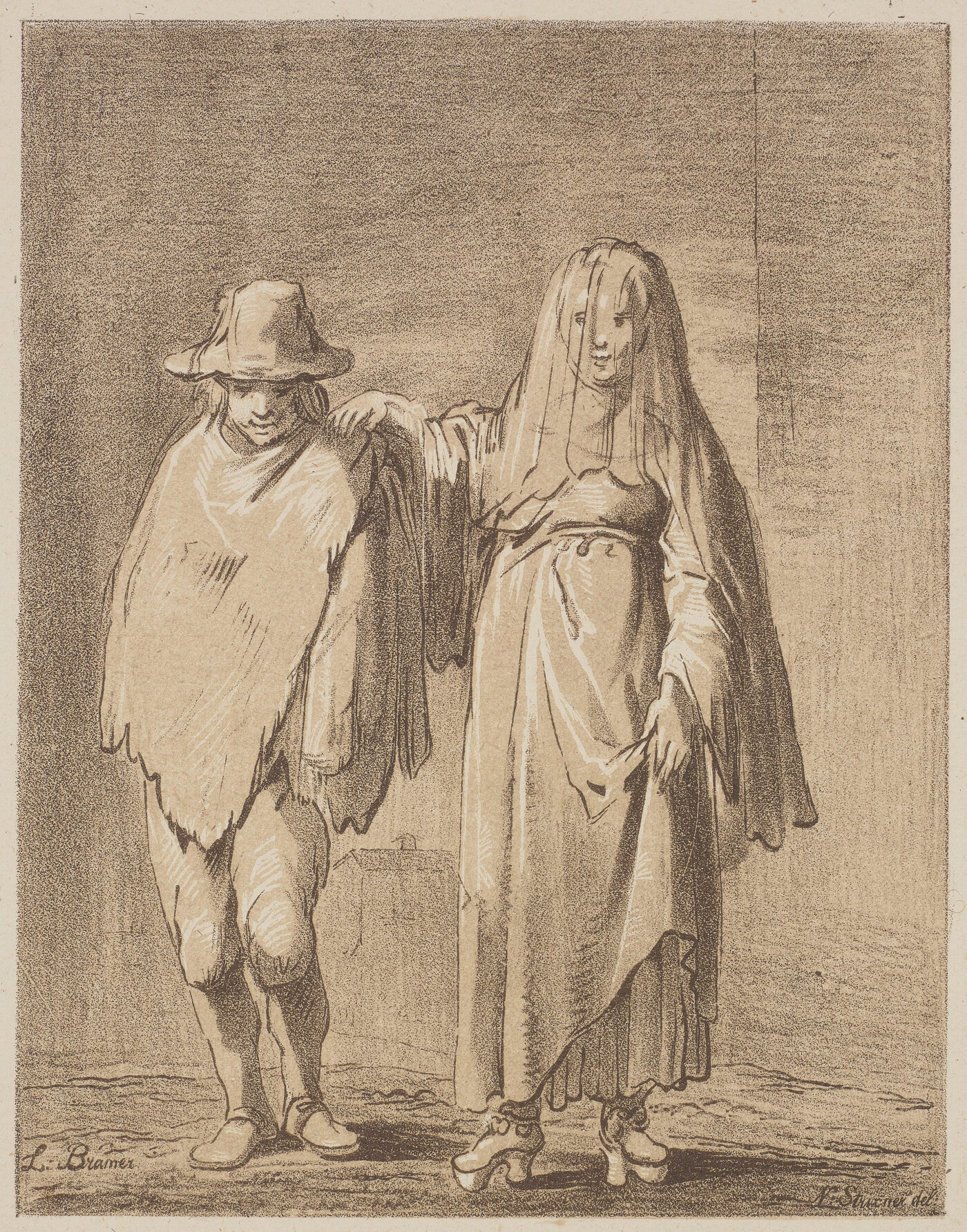
Młoda para wieśniaków

Bekannt wurde er besonders durch die Wiedergabe der Gemäldesammlung der Brüder Sulpiz und Melchior Boisserée sowie ihres Freundes Johann Baptist Bertram in Form eines größeren lithographischen Werkes, welches in mehreren Lieferungen in der Zeit von 1821 bis 1840 in 114 Blättern erschien. Zu diesem Zweck lebte er einige Jahre in Stuttgart, wo die Sammlung Boisserée in den 1820er Jahren gezeigt wurde.